# Gerold Foidl
Gerold Foidl (* 28. April 1938 in Lienz; † 29. März 1982 in Salzburg) war ein österreichischer Autor.

## Leben und Werk

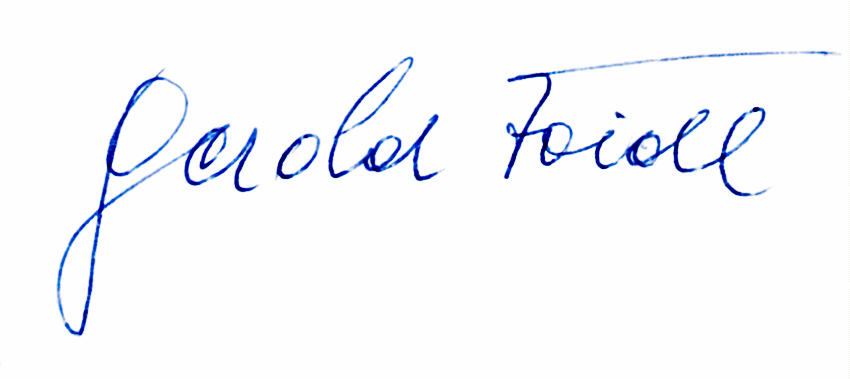
Unterschrift von Gerold Foidl

Gerold Foidl verbrachte die Kindheit in Lienz. Als Erweckungserlebnis für seine spätere fiktionale Darstellung der Welt dient ihm das Kosakenmassaker in der Peggetz bei Lienz 1945. Nach Gymnasium und Handelsschule in Lienz war er in vielen Orten Österreichs in Zollämtern tätig.
Nach einer Mexikoreise 1979 widmete er sich in Salzburg dem Schreiben und wurde 1980 Mitbegründer der Salzburger Autorengruppe.
Nach diversen Aufenthalten in Lungenkrankenhäusern verstarb er im Sonderkrankenhaus Grafenhof und wurde in Kötschach-Mauthen beigesetzt.
Sein Nachlass wird von der Schriftstellerin Dorothea Macheiner betreut.
Im Roman Der Richtsaal, trocken als Hergang bezeichnet, macht sich Gid Flora in der Psychiatrie seinen Reim auf die Welt.
Am Tag der Abrechnung kehrt er noch einmal in die Kleinstadt zurück und stürmt das Elternhaus, das er als Verräterhaus empfindet.
Im sogenannten Richtsaal, wo schon seit Jahrzehnten heimtückische Familienbeschlüsse gefasst werden, stellt er die Angehörigen zur Rede, warum sie ihn in die Hirnfraßanstalt gesteckt hätten. „Man muß herausbekommen, was die unter normal verstehen. Dann ist man draußen.“
Die mitgebrachte Pistole unterstreicht seinen Auftritt, versagt aber beim Suizidversuch, der Kopf wird schwer beschädigt, Gid kommt wieder in die Psychiatrie, wo sich die Patienten ängstlich mit Nummern anreden.
Die Psyche des Helden wird immer wieder angeheizt von drei Bildern. Einmal ist es das Kosakenmassaker bei Lienz, wo die zusammengetriebenen Kosaken von den Engländern an die Sowjets ausgeliefert und wie in einem Stummfilm erschossen werden.
Zum anderen ist es der Plafond im Anstaltszimmer, worin sich Hinrichtungsspuren widerspiegeln.
Und letztlich tritt eine Aktenwand im Büro in den Vordergrund, die den darin einsitzenden Bediensteten in den Wahnsinn führt.
„Es war eine magere Weide, auf der ich in meiner Kindheit graste“, fasst der Held sein Desaster zusammen.

## Publikationen
- Der Richtsaal. Ein Hergang. Walter, Olten 1978. ISBN 3-530-22845-1.
- Scheinbare Nähe. (= edition suhrkamp; N.F., 237). Suhrkamp, Frankfurt/M. 1985. ISBN 3-518-11237-6.
- Standhalten. Texte aus dem Nachlass und verstreute Prosa. Herausgegeben von Dorothea Macheiner. Löwenzahn. Innsbruck 1999. ISBN 3-7066-2193-2.
- Gesammelte Werke. Der Richtsaal. Scheinbare Nähe. Standhalten. Mit einem Vorwort von Karl-Markus Gauß. Herausgegeben und mit Nachwort versehen von Dorothea Macheiner. Haymon, Innsbruck 2018. ISBN 978-3-7099-3417-3.